# Höchster Stadtpark

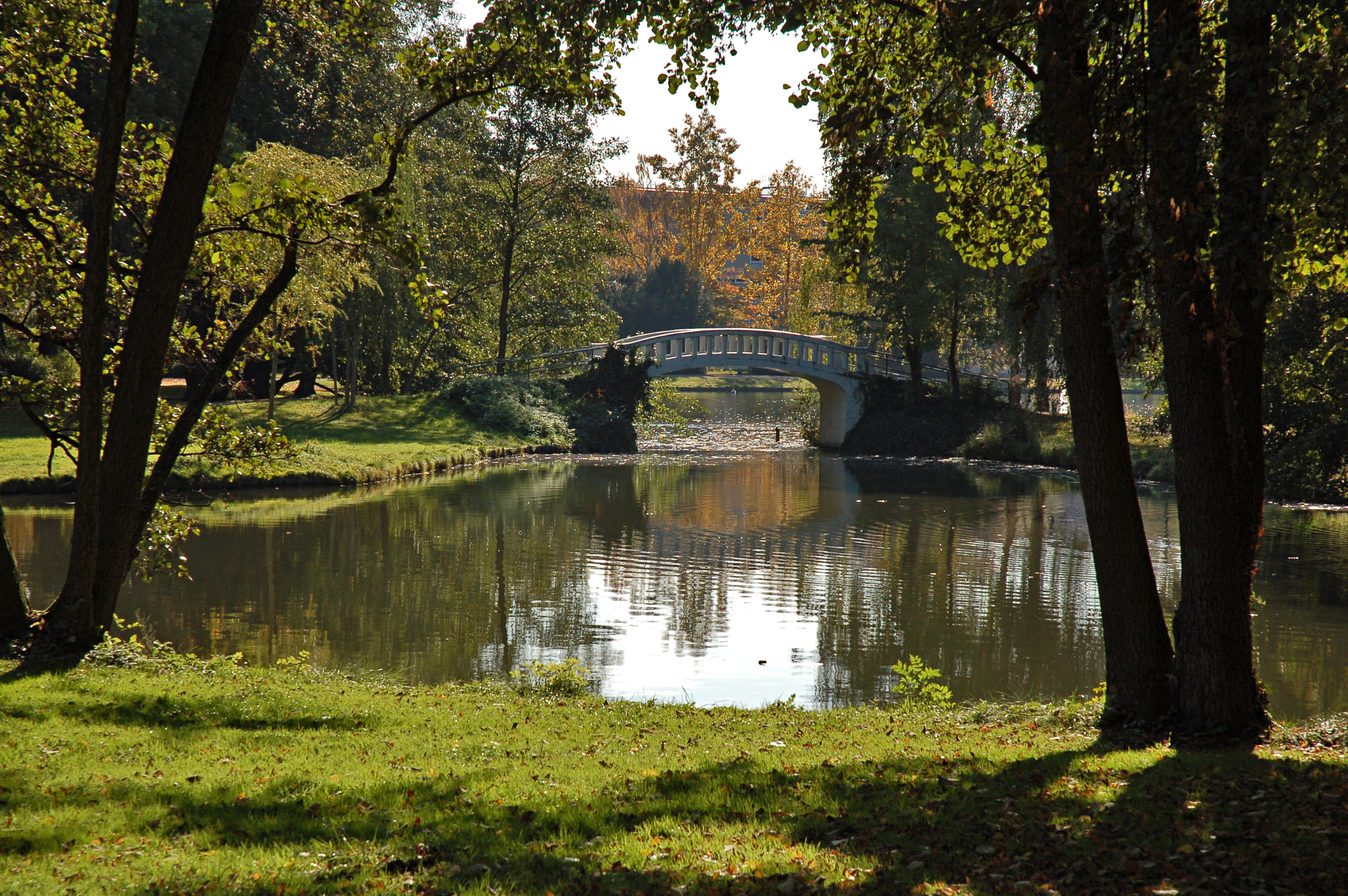
Bogenbrücke über den Stadtparkweiher

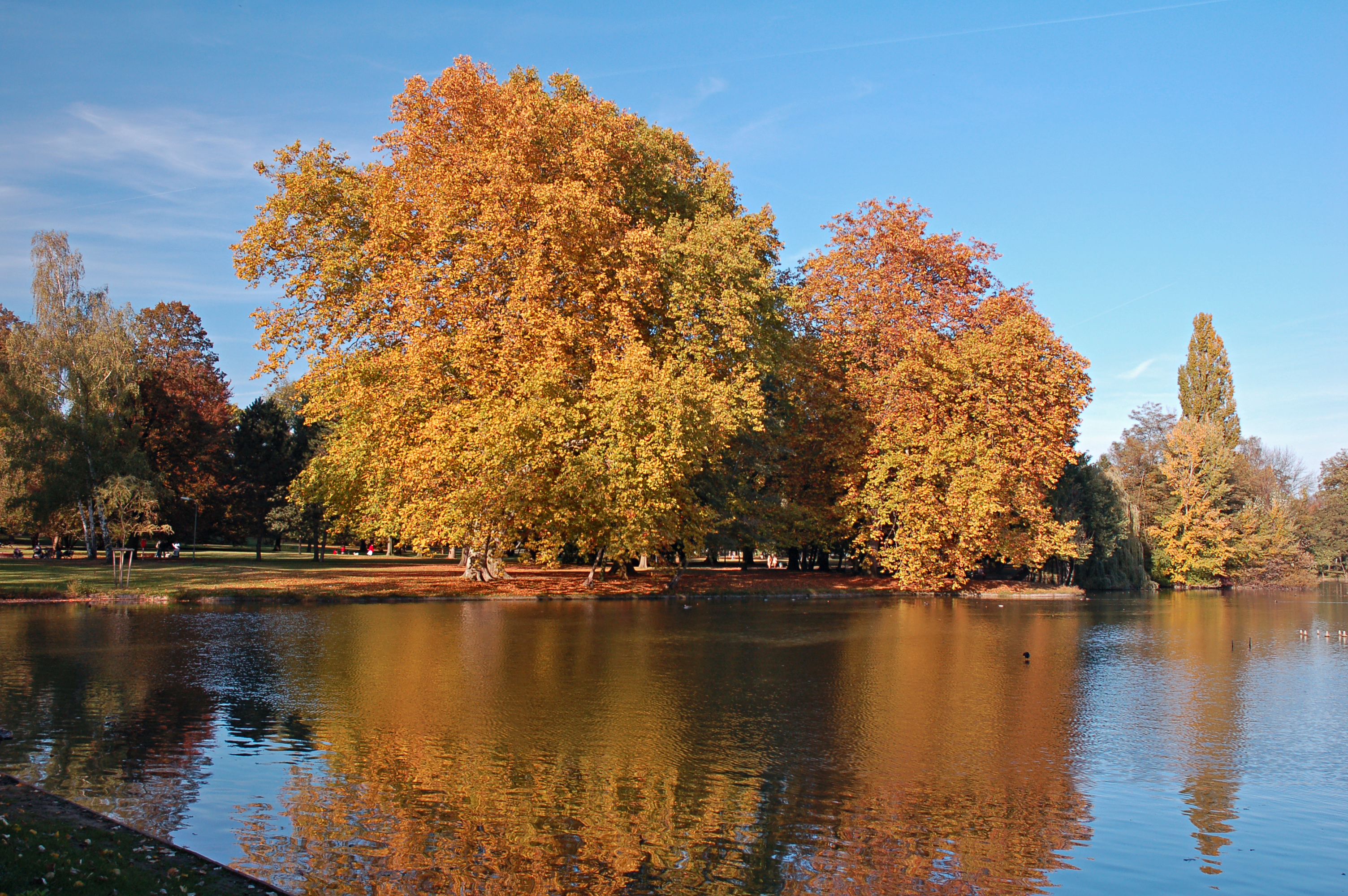
Herbstimpression aus dem Höchster Stadtpark

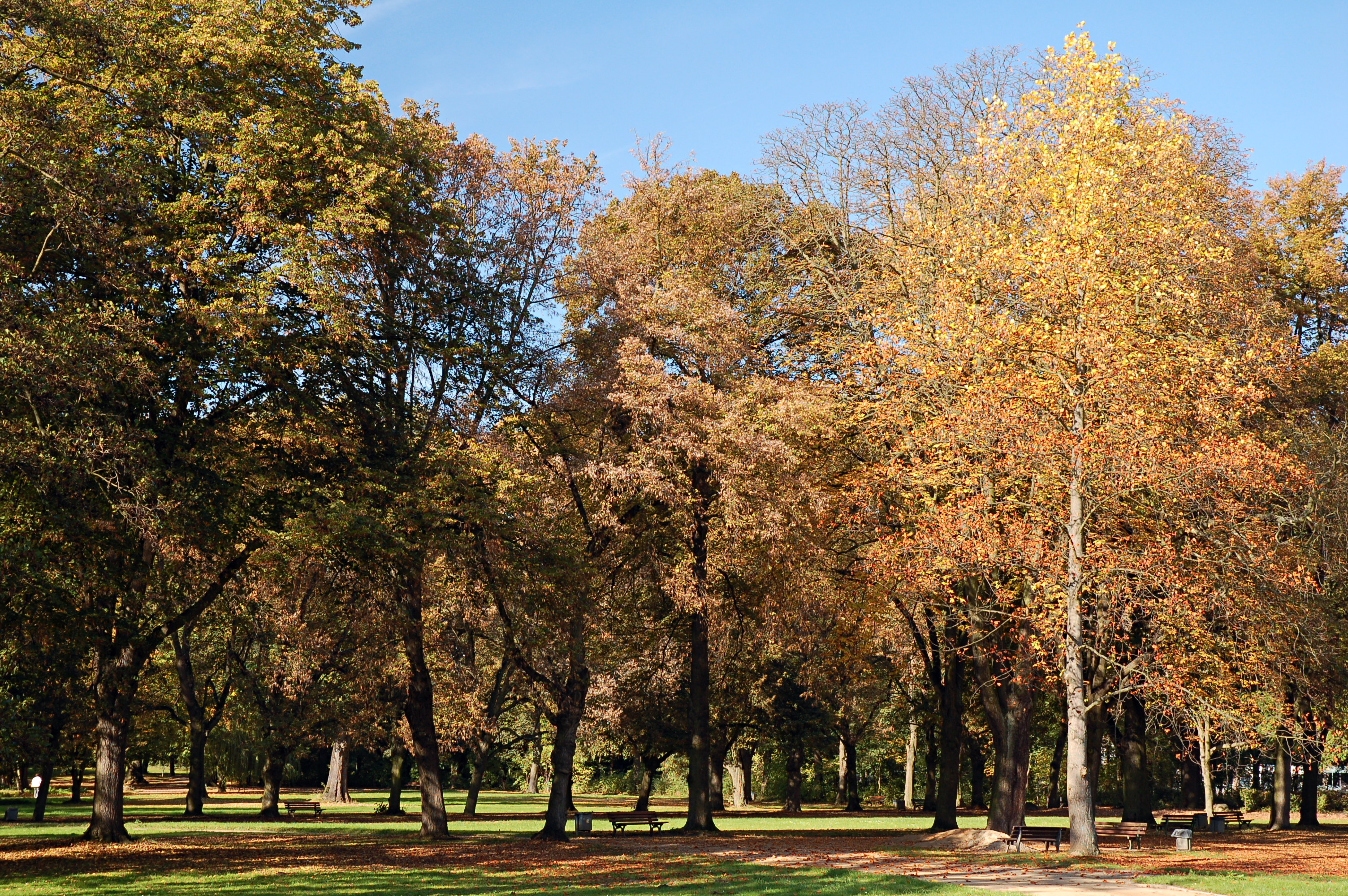
Alte Bäume und Ruhebänke im Höchster Stadtpark

Der Höchster Stadtpark ist ein 14,6 Hektar großer öffentlicher Park im Frankfurter Stadtteil Höchst. Er gehört zum Gebiet des Frankfurter Grüngürtels und ist daher als Landschaftsschutzgebiet ausgewiesen.

## Der Park
Charakteristisch für den Park sind ein ca. 1.900 m2 großer Weiher mit Bogenbrücke und Seerosenfläche. Der alte Baumbestand stammt noch aus der Zeit, als der Park angelegt wurde. Nördlich des Stadtparkweihers gibt es eine große Liegewiese und einen Spielplatz.
Seit 1965 grenzt die Helene-Lange-Schule, ein Gymnasium, direkt an den Höchster Stadtpark. Ebenfalls am Stadtpark liegen die Sportanlagen der SG 01 Hoechst. Im Osten und Süden des Parks befinden sich ausgedehnte Kleingartenanlagen, die sich nach Süden in Richtung Nidda erstrecken. Im Nordwesten des Parks liegt der alte Höchster Friedhof an der Kurmainzer Straße.

## Geschichte
Die Industriestadt Höchst hatte nur eine relativ kleine Grünfläche in der Stadt, die für das Erholungsbedürfnis der wachsenden Bevölkerung nur unzureichend war. Auf Anregung des Höchster Bürgermeisters Viktor Palleske wurde der Höchster Stadtpark als Volkspark zwischen 1908 und 1911 auf einem ehemaligen Sumpfgelände nach Entwürfen des Gartenarchitekten Robert Waldecker und des Mönchengladbacher Gartenbaudirektors Felix Hartrath angelegt. Zu Ehren Palleskes hieß der Park bis in die 1960er-Jahre Palleske-Park. Zwischen 1930 und 1932 wurde der Park um die Fläche der Breuerwiesen erweitert und der Weiher vergrößert. Unmittelbar nach dem Zweiten Weltkrieg wurde das Parkgelände zur Anzucht von Obst und Gemüse genutzt.